# Hypsugo anchietae
Hypsugo anchietae é uma espécie de morcego da família Vespertilionidae. Pode ser encontrada em Angola, República Democrática do Congo, Zimbábue, Zâmbia, África do Sul e Madagascar.